# 江苏油田
江苏油田为中国石油化工集团公司江苏石油勘探局（简称江苏石油勘探局）和中国石油化工股份有限公司江苏油田分公司（简称江苏油田分公司）的统称，其主要业务为油气勘探和开发，工作区域主要分布在江苏、安徽（1998年11月天长等油井并入江苏油田）两省的6个地市15个县（市、区），覆盖58个乡镇。
20世纪40年代至50年代，苏南和苏北相继发现油苗和气苗，由此开始了其地质勘探。江苏油田主要工区在江苏北部，主力油田则在扬州。江苏石油勘探局组建于1975年4月23日，直属于中国石油化工集团公司。2000年1月，中国石油化工股份有限公司江苏油田分公司成立，原江苏石油勘探局相关的资产、负债和权益整体划入。新设立的江苏油田分公司与现江苏石油勘探局，统称江苏油田。